# Арсентьев, Виктор Дмитриевич
Ви́ктор Дми́триевич Арсе́нтьев (16 августа 1936 — 8 ноября 2005, Москва, Россия) — советский и российский художник-мультипликатор. Создатель около 100 мультфильмов. Один из постоянных ведущих мультипликаторов «Ну, погоди!» — участвовал в создании 15-ти выпусков (1969—1985), постановщик ряда сюжетов для журнала «Фитиль» и заказных фильмов.

## Биография
В 1955 году окончил Московское художественно-педагогическое училище. Преподавал рисование и черчение в школе (1958—1959). С 1959 по 1961 год Руководил оформительским кружком в Дворце пионеров и одновременно учился на курсах художников-мультипликаторов при киностудии «Союзмультфильм».
Сотрудничал со студией «Узбекфильм» и ФГУП «Киностудия „Союзмультфильм“».
Умер 8 ноября 2005 года в Москве в Боткинской больнице, после тяжёлой болезни.

## Фильмография

### Художник-постановщик
- «Храбрый воробей» (1968)
- «По собственному желанию» (1986)

### Режиссёр
- «Храбрый воробей» (1968)
- «Среди хлебов спелых» (1975)
- «Волшебная камера» (1976)
- «Вот так новоселье» (1977)
- «Кто побудет с детьми?» (1978)
- «Берегите зубы» (1980)
- «По собственному желанию» (1986)
- «Как Хрюша к Степашке в гости пошёл» (1988)

### Режиссёр киножурнала «Фитиль»
- «Куриная принципиальность (Фитиль № 16)» (1963)
- «В мире животных (Фитиль № 239)» (1982)
- «Коррида без Мадрида (Фитиль № 245)» (1982)
- «Обошлось! (Фитиль № 259)» (1983)
- «Очевидное-невероятное (Фитиль № 269)» (1984)
- «Вскрытые резервы (Фитиль № 262)» (1984)
- «Архитектурное излишество (Фитиль № 286)» (1986)
- «Собакодром (Фитиль № 294)» (1986)
- «Как в сказке (Фитиль № 305)» (1987)
- «„Чистая“ работа (Фитиль № 307)» (1987)
- «Указчик (Фитиль № 313)» (1988)
- «Утраченные грезы (Фитиль № 322)» (1989)
- «Приехали (Фитиль № 333)» (1990)
- «Испорченный телефон (Фитиль № 336)» (1990)
- «Нокаут (Фитиль № 341)» (1990)
- «Не ко двору (Фитиль № 348)» (1991)
- «Просто цирк (Фитиль № 357)» (1991)
- «Школа выживания (Фитиль № 364)» (1992)

### Художник-мультипликатор
- «Чиполлино» (1961)
- «Мир дому твоему» (1962)
- «Светлячок №2» (1962)
- «Случай с художником» (1962)
- «Дочь солнца» (1963)
- «Дело №…» (1964)
- «Дядя Стёпа — милиционер» (1964)
- «Шайбу! Шайбу!» (1964)
- «Вовка в Тридевятом царстве» (1965)
- «Где я его видел?» (1965)
- «Гунан-Батор» (1965)
- «Картина» (1965)
- «Рикки-Тикки-Тави» (1965)
- «Главный Звёздный» (1966)
- «Это не про меня» (1966)
- «Маугли. Ракша» (1967)
- «Сказки для больших и маленьких» (1967)
- «Колумб причаливает к берегу» (1967)
- «Матч-реванш» (1968)
- «Маугли. Похищение» (1968)
- «Храбрый воробей» (1968)
- «Фальшивая нота» (1969)
- «Ну, погоди! (выпуск 1)» (1969)
- «Калейдоскоп-70» (1970)
- «Метеор на ринге» (1970)
- «Ну, погоди! (выпуск 2)» (1970)
- «Самый главный» (1970)
- «Ну, погоди! (выпуск 3)» (1971)
- «Ну, погоди! (выпуск 4)» (1971)
- «Приключения красных галстуков» (1971)
- «Три банана» (1971)
- «В гостях у лета» (1972)
- «Выше голову!» (1972)
- «Ну, погоди! (выпуск 5)» (1972)
- «Рассказы старого моряка. Антарктида» (1972)
- «Фока — на все руки дока» (1972)
- «Ковбои в городе» (1973)
- «Ну, погоди! (выпуск 6)» (1973)
- «Ну, погоди! (выпуск 7)» (1973)
- «Спасибо» (1973)
- «Как козлик землю держал» (1974)
- «Ну, погоди! (выпуск 8)» (1974)
- «Шел трамвай десятый номер» (1974)
- «Конёк-Горбунок» (1975)
- «На лесной тропе» (1975)
- «Среди хлебов спелых» (1975)
- «Фантик (Первобытная история)» (1975)
- «Илья Муромец. Пролог» (1975)
- «Маяковский смеётся» (1975)
- «Волшебная камера» (1976)
- «Ну, погоди! (выпуск 9)» (1976)
- «Ну, погоди! (выпуск 10)» (1976)
- «Слушается дело о... Не очень комическая опера» (1976)
- «Стадион шиворот-навыворот» (1976)
- «Бравый инспектор Мамочкин» (1977)
- «Вот так новоселье» (1977)
- «Весёлая карусель № 9» (1977)
- «Котёнок по имени Гав (выпуск 2)» (1977)
- «Ну, погоди! (выпуск 11)» (1978)
- «Алим и его ослик» (1978)
- «И смех и грех» (1978)
- «Кто побудет с детьми?» (1978)
- «Маша больше не лентяйка» (1978)
- «Ну, погоди! (выпуск 12)» (1978)
- «Приключения Хомы» (1978)
- «Талант и поклонники» (1978)
- «Дым коромыслом» (1979)
- «Как лиса зайца догоняла» (1979)
- «Кто получит приз» (1979)
- «Баба-Яга против! (выпуск 1-3)» (1979—1980)
- «Берегите зубы» (1980)
- «Камаринская» (1980)
- «Наш друг Пишичитай (выпуск 3)» (1980)
- «Ну, погоди! (выпуск 13)» (1980)
- «Он попался!» (1981)
- «Отражение» (1981)
- «Приключение на плоту» (1981)
- «Приходи на каток» (1981)
- «Сезон охоты» (1981)
- «Солнечный каравай» (1981)
- «Как аукнется...» (1982)
- «Котёнок по имени Гав (выпуск 5)» (1982)
- «Мой друг зонтик» (1982)
- «Ад» (1983)
- «Неудачники» (1983)
- «Попался, который кусался!» (1983)
- «Возвращение блудного попугая (первый выпуск)» (1984)
- «Ну, погоди! (выпуск 14)» (1984)
- «Обезьянки. Осторожно, обезьянки!» (1984)
- «Синеглазка» (1984)
- «Капля» (1984)
- «Ну, погоди! (выпуск 15)» (1985)
- «Огуречная лошадка» (1985)
- «Помощники» (1985)
- «Обезьянки и грабители» (1985)
- «По собственному желанию» (1986)
- «Обезьянки. Как обезьянки обедали» (1987)
- «Доверчивый дракон» (1988)
- «Как Хрюша к Степашке в гости пошёл» (1988)
- «Всех поймал» (1989)
- «Два богатыря» (1989)
- «Невиданная, неслыханная» (1990)
- «Непобедимые тойстеры. Затерянные в Тойберии» (1992)
- «Новые русские» (1994)
- «Обезьянки в опере» (1995)
- «Королевская игра» (1996)
- «Дора-Дора-помидора» (2001)
- «Весёлая карусель № 33. Леталка» (2001)
- «Рыцарский роман» (2003)